# Owain ap Hywel Dda
Owain ap Hywel (overleden 988) was een zoon van Hywel Dda. Na diens overlijden in ca. 949 werd hij met zijn broers Rhodri en Edwin koning van Deheubarth.
Hywel had ook geregeerd over Gwynedd, maar daar grepen na zijn dood de zonen van Idwal Foel (inzonderlijk Iago en Ieuaf) de macht. Het kwam tot een strijd tussen beide groepen broers. In de slag bij Carno werden Owain en zijn broers verslagen, en vermoedelijk opnieuw in een tweede slag in 954 bij Llanwrst (de uitkomst van deze strijd is niet overgeleverd, maar het is bekend dat twee van de zonen van Idwal later dat jaar raids uitvoerden in Ceredigion, dat onderdeel was van Deheubarth). Datzelfde jaar overleed Edwin nadat eerder Rhodri al overleden was, en bleef Owain als enige koning over.
Na de slag bij Llanwrst was de strijd tussen Deheubarth en Gwynedd kennelijk beslist, en Owain verlegde zijn aandacht naar het zuidoosten, waar hij in de jaren 60 raids ondernam op Morgannwg. Tijdens de regering van Owain ap Hywel, en mogelijk onder zijn verantwoordelijkheid, werd tekst A van de Annales Cambriae samengesteld.
Vanaf ongeveer 970 vermelden de bronnen Owain minder, en meer zijn zoon Einion. Het is onduidelijk of Owain is afgetreden, of dat Einion slechts een deel van zijn functies had overgenomen. Einion overleed voor zijn vader, en zijn functie (welke dat ook geweest moge zijn) werd overgenomen door zijn broer Maredudd.